# Carquois (théorie des catégories)

A gauche, le carquois de Kronecker et à droite le carquois de Jordan.

Un carquois est une collection d'arcs joignant des couples de points. En ce sens, il s'agit d'un graphe orienté, mais la notion intervient en physique théorique ainsi qu'en théorie des représentations, des groupes et des catégories de manière naturelle. En effet, une catégorie est un carquois doté d'une structure supplémentaire : nommément la présence d'identités et de compositions. On parle donc de carquois lorsque l'on souhaite évoquer ce contexte catégorique (ou de représentation), plutôt que de (multi-di-)graphe orienté.
Le nom « carquois » provient du fait qu'il s'agit essentiellement d'une collection de flèches.

## Définition
On appelle carquois libre (ou catégorie de Kronecker) la catégorie X formée :
- de deux objets E et V (correspondant aux arcs et aux points, respectivement) ;
- de deux morphismes {\displaystyle s,t:E\to V} (source et destination, respectivement) ;
- des deux morphismes identité.

Soit C une catégorie, un carquois sur C est un foncteur {\displaystyle X\to C}.
La catégorie des carquois sur C, notée {\displaystyle {\mathsf {Quiv}}(C)}, est la catégorie de foncteurs {\displaystyle C^{X}} dont :
- les objets sont les carquois, {\displaystyle X\to C} ;
- les morphismes sont les transformations naturelles entre ces foncteurs ;

Si C est la catégorie des ensembles, alors la catégorie des carquois correspond à la catégorie des préfaisceaux sur la catégorie duale {\displaystyle X^{\mathrm {op} }}.

## Catégories libres
On obtient un carquois à partir d'une catégorie en retirant les morphismes identité et en
« oubliant » la composition. En d'autres termes, on a un foncteur d'oubli :
{\displaystyle U:{\mathsf {Cat}}\to {\mathsf {Quiv}}}
de la catégorie des (petites) catégories dans la catégorie des carquois. Ce foncteur
est adjoint à droite au foncteur qui associe, à un carquois, la catégorie libre correspondante :
{\displaystyle F:{\mathsf {Quiv}}\to {\mathsf {Cat}}}
De fait, il est souvent intéressant de travailler sur le carquois d'une catégorie libre, plutôt que sur la catégorie elle-même : les isomorphismes de carquois s'identifient aux équivalences entre les catégories libres correspondantes.

## Représentations de carquois
Si {\displaystyle Q} est un carquois, une représentation de {\displaystyle Q} est un foncteur {\displaystyle F(Q)\to {\mathsf {Vect}}_{k}} de la catégorie libre engendrée par {\displaystyle Q} dans la catégorie des {\displaystyle k}-espaces vectoriels. Autrement dit, chaque point se voit associé à un {\displaystyle k}-espace vectoriel, et chaque arc correspond à une transformation linéaire d'un espace à l'autre.
La dimension d'une représentation est infinie si l'un des espaces vectoriels est de dimension infinie, et est finie sinon. C'est alors la famille des dimensions des espaces vectoriels.

### Catégorie des représentations de carquois
Si {\displaystyle Q=(Q_{0},Q_{1},s,t)} est un carquois et si {\displaystyle X=(X_{i},\varphi _{\alpha })_{i\in Q_{0},\alpha \in Q_{1}}} et {\displaystyle Y=(Y_{i},\psi _{\alpha })_{i\in Q_{0},\alpha \in Q_{1}}} sont deux représentations de {\displaystyle Q} sur un corps {\displaystyle k}, on définit un morphisme de représentations {\displaystyle f} entre {\displaystyle X} et {\displaystyle Y} comme une famille {\displaystyle (f_{i})_{i\in Q_{0}}} d'applications linéaires {\displaystyle f_{i}:X_{i}\to Y_{i}} telles que pour toute arête {\displaystyle \alpha \in Q_{1}}, le diagramme :
commute, c'est-à-dire : {\displaystyle f_{t(\alpha )}\circ \varphi _{\alpha }=\psi _{\alpha }\circ f_{s(\alpha )}}.

On peut alors définir la catégorie {\displaystyle {\mathsf {Rep}}_{k}(Q)} la catégorie des {\displaystyle k}-représentations de {\displaystyle Q} dont les objets sont morphismes sont tels que définis plus haut, l'identité la famille des identités, et la composition est simplement la composition composante par composante.

### Algèbre des chemins
Étant donné un carquois {\displaystyle Q} et un corps k, on peut définir l'algèbre de chemins {\displaystyle kQ} de {\displaystyle Q} comme l'algèbre dont la {\displaystyle k}-base est donnée par les chemins de {\displaystyle Q} (y compris les chemins triviaux), la composition étant la concaténation si les chemins considérés peuvent être mis bout à bout, et donnant l'objet nul sinon.
Un {\displaystyle kQ}-module n'est rien d'autre qu'une représentation de {\displaystyle Q}, au sens où la catégorie {\displaystyle {\mathsf {mod}}_{kQ}} des {\displaystyle kQ}-modules est équivalente à la catégorie {\displaystyle {\mathsf {Rep}}_{k}(Q)} des {\displaystyle k}-représentations de {\displaystyle Q}.

### Représentations simples, projectives, injectives
- Si {\displaystyle Q=(Q_{0},Q_{1},s,t)} est un carquois et {\displaystyle k} un corps, pour tout sommet {\displaystyle i\in Q_{0}}, on définit la représentation simple {\displaystyle S(i)} comme la représentation de {\displaystyle Q} dont toutes les flèches sont nulles et dont tous les sommets sont l'espace nul, excepté {\displaystyle i} se voit associer l'espace {\displaystyle k}.

- On définit la représentation projective {\displaystyle P(i)=(P(i)_{j},P(i)_{\alpha })} comme suit :
  - Pour tout sommet {\displaystyle j\in Q_{0}}, {\displaystyle P(i)_{j}} est l'espace vectoriel dont la base est l'ensemble des chemins de {\displaystyle i} vers {\displaystyle j} (y compris le chemin trivial si {\displaystyle i=j}).
  - Pour toute arête {\displaystyle \alpha :j_{0}\to j_{1}\in Q_{1}}, {\displaystyle P(i)_{\alpha }} est la concaténation des chemins par {\displaystyle \alpha } (de sorte que tout chemin de {\displaystyle i} vers {\displaystyle j_{0}} soit envoyé sur un chemin de {\displaystyle i} vers {\displaystyle j_{1}}), prolongée à {\displaystyle P(i)_{j_{0}}} par linéarité.

- De manière duale, on définit la représentation injective {\displaystyle I(i)=(I(i)_{j},I(i)_{\alpha })} :
  - Pour tout sommet {\displaystyle j\in Q_{0}}, {\displaystyle I(i)_{j}} est l'espace vectoriel dont la base est l'ensemble des chemins de {\displaystyle j} vers {\displaystyle i} (y compris le chemin trivial si {\displaystyle i=j}).
  - Pour toute arête {\displaystyle \alpha :j_{0}\to j_{1}\in Q_{1}}, {\displaystyle I(i)_{\alpha }} est la réciproque de la concaténation des chemins par {\displaystyle \alpha } (de sorte que tout chemin de {\displaystyle j_{0}} vers {\displaystyle i} soit envoyé sur un chemin de {\displaystyle j_{1}} vers {\displaystyle i}, on "enlève" l'arête {\displaystyle \alpha } du chemin), prolongée à {\displaystyle I(i)_{j_{0}}} par linéarité.

Les représentations {\displaystyle P(i)} (resp. {\displaystyle I(i)}) sont des objets projectifs (resp. injectifs) de la catégorie {\displaystyle {\mathsf {Rep}}_{k}(Q)}, mais ce ne sont pas les seuls.

### Sous-représentations
Une sous-représentation {\displaystyle Y=(Y_{i},\psi _{\alpha })} d'une représentation {\displaystyle X=(X_{i},\varphi _{\alpha })} est une représentation telle que pour tout sommet {\displaystyle i\in Q_{0}}, {\displaystyle Y_{i}} est un sous-espace vectoriel de {\displaystyle X_{i}}, et pour toute arête {\displaystyle \alpha }, {\displaystyle \psi _{\alpha }} est la restriction de {\displaystyle \varphi _{\alpha }} à {\displaystyle Y_{s(\alpha )}}. Autrement dit, l'injection canonique des {\displaystyle X_{i}} dans les {\displaystyle Y_{i}} est un morphisme de représentations.
Une représentation est dite irréductible (ou simple) elle n'admet pas de sous-représentation autre qu'elle même et la représentation nulle. Les représentations {\displaystyle S(i)} sont irréductibles.
Une représentation est dite indécomposable si elle n'est pas somme directe de sous-représentations strictes (au sens de la somme directe composante par composante des espaces vectoriels des sommets, et par bloc des applications linéaires des arêtes). Cela revient à dire que le module associé à la représentation est indécomposable. Les représentations {\displaystyle P(i)} et {\displaystyle I(i)} sont indécomposables.
Le théorème de Krull-Schmidt appliqué aux représentations de carquois énonce que toute représentation de dimension finie peut s'écrire comme somme directe de représentations indécomposables :
Théorème de Krull-Schmidt — Soit {\displaystyle Q} un carquois, {\displaystyle k} un corps et {\displaystyle X} une {\displaystyle k}-représentation de {\displaystyle Q} de dimension finie. Il existe une décomposition :
telle que les {\displaystyle X_{i}} soient des représentations indécomposables deux à deux non isomorphes, et les {\displaystyle a_{i}} des entiers naturels non nuls.
De plus, si {\displaystyle X=Y_{1}^{b_{1}}\oplus \ldots \oplus Y_{s}^{b_{s}}} est une décomposition suivant les mêmes propriétés, alors {\displaystyle r=s} et, quitte à réordonner, {\displaystyle X_{i}\cong Y_{i}} et {\displaystyle a_{i}=b_{i}} pour tout {\displaystyle 1\leqslant i\leqslant r}
.
On peut donc s'intéresser aux représentations indécomposables pour chercher à classifier les représentations à isomorphisme près.

## Classification
Le théorème de Gabriel donne une classification des carquois ayant un nombre fini de représentations indécomposables en termes de diagrammes de Dynkin.